# Società pistoiese di storia patria
La Società pistoiese di storia patria è un'associazione storica cittadina di Pistoia fondata nel 1899.

## Storia
La Società pistoiese di storia patria fu fondata nel settembre del 1898 da Silvio Barbii, Alberto, Alessandro e Luigi Chiappelli, Alfredo Chiti, Quinto Santoli, Ludovico Zdekauer (i padri fondatori), ed altri studiosi di storia pistoiesi, con lo scopo principale di raccogliere i risultati delle ricerche sulla storia di Pistoia, in una pubblicazione periodica locale che decisero di chiamare Bullettino Storico Pistoiese.
La rivista fu edita a partire dal 1899 e la sua pubblicazione è proseguita annualmente senza interruzioni fino ad oggi.

## Attività
L'attività della Società si esplica anche nella pubblicazione di numerosi libri, nell'organizzazione di convegni nazionali e internazionali, e nella pubblicazione dei relativi atti, nell'attività di consulenza a studenti e laureandi, nell'apertura di una biblioteca specializzata e nei corsi gratuiti come quelli di paleografia latina.
La Società conta su oltre 450 soci e fa  parte dell'Associazione fra le Società Storiche Toscane.

## Presidenti della società
1. 1899-1900  Alessandro Chiappelli
2. 1901-1914  Lodovico Zdekauer
3. 1915-1930  Alberto Chiappelli
4. 1931-1935  Luigi Chiappelli
5. 1936-1945  Quinto Santoli
6. 1949-1958  Quinto Santoli
7. 1959-1983  Raffaello Melani
8. 1983-1992  Natale Rauty
9. 1993-1995  Enrico Coturri
10. 1996-2012  Giuliano Pinto
11. 2012-in carica Luca Mannori